# ヤーヌス (テレビ番組)
『ヤーヌス』は、2015年10月18日から2016年4月3日までテレビ朝日で毎週日曜 1:15 - 1:45 （土曜深夜、JST）に放送されていたトークバラエティ番組。

## 概要
ローマ神話に登場する神「ヤーヌス」の前後2つの顔を持つ特徴からなぞらえ、二面性を持った話題を取り上げる番組。
夏目三久は前番組『夏目と右腕』から続投され、ピエール瀧とは初共演となる。

## 出演者
- 夏目三久（MC）
- ピエール瀧

## 放送リスト
| 回 | 放送日          | 内容 | 備考                |
| --- | --------------- | --- | ------------------- |
| 1 | 2015年 10月18日 | ヤーヌスな話 南極探検隊とペンギンにまつわる ほのぼの なのに 切ない話 ショック！旅の思い出が消えて 憎いはず なのに 憎めない話 なのにミュージック 絵描き歌 なのに 難しすぎる ゆずが大好き なのに ド下手 |                     |
| 2 | 10月25日        | ヤーヌスな話 西遊記にまつわる 信じていたはず なのに 事実は違う話 スウェーデン人の親子にまつわる 楽しい家族旅行 なのに やりすぎてしまった話 北海道のある観光地にまつわる 過去に恐ろしすぎる惨劇が起きた場所 なのに 道案内の看板がかわいすぎる話 なのにミュージック 合唱曲 なのに ディスられる |                     |
| 3 | 11月1日         | ヤーヌスな話 アメリカの超エリート校で楽しいまくら投げ なのに 流血者が続出した話 高級チョコレートブランド なのに ロゴには全裸で馬にまたがる伯爵夫人という話 村を愛する一人の女性が村おこしのために人形を村中に飾った なのに 恐怖の村として世界中に紹介された話 なのにミュージック 誰もが愛する名曲 なのに ド下手 合唱曲 なのに 怖すぎる                                                                                     | 1:30 - 2:00に放送。 |
| 4 | 11月8日         | ヤーヌスな話 発明好きの少年がみんなに自作のデジタル時計を自慢したかっただけ なのに 爆弾と勘違いされ逮捕されてしまった話 楽しいはずの水族館のショー なのに 魚が生きたまま食べられる怖いショー?になった話 なのにミュージック えかきうた なのに 適当!? 振り込め詐欺防止を呼び掛けているはず なのに 全然入ってこない!? |                     |
| （11月15日は前夜の『世界野球プレミア12 予選ラウンド第4戦 日本× アメリカ合衆国』中継延長のため休止）                                   |                 | |                     |
| 5 | 11月22日        | ヤーヌスな話 九死に一生を得た… なのに 死んでしまいたいくらい窮地に追い込まれた話 普通は宝くじが当たると人には言いたくないはず なのに 中国では授賞式がテレビ放送されてしまうので隠せない話 なのにミュージック ネコ なのに 歌が上手 つのだ☆ひろ なのに 般若心経!? |                     |
| 6 | 11月29日        | ヤーヌスな話 妻が余命数か月と知りながら、結婚した男性に全米が感動した なのに みんなが激怒したヤーヌスな話 ある年下の女性に恋した台湾人男性がやりすぎたヤーヌスな話 南アフリカの偉人を称えるはずが大失敗したヤーヌスな話 なのにミュージック かわいらしいキャラ なのに グロテスク!? |                     |
| 7 | 12月6日         | ヤーヌスな話 当時のアメリカ人から見れば、身長も低くちょんまげ姿で奇抜な格好の侍 なのに 全米の女性にモテまくった日本人男性の話 ヤーヌスな動物たち なのにミュージック 歌が自慢の妹が動画で目立とうとした なのに お姉ちゃんが目立ってしまった |                     |
| 8 | 12月13日        | ヤーヌスな話 市民から賞賛を受けるはずだった なのに 大問題になってしまった話 中国の役人がオーケストラをバックに楽器を演奏 なのに 見た人がずっこけてしまった話 凶悪犯もいる刑務所 なのに まるで高級ホテルのように快適に過ごせる話 なのにミュージック 内なる怪魚[シーラカンス] |                     |
| 9 | 12月20日        | ヤーヌスな話 88年以上も続けている実験に生涯を捧げたはず なのに 毎回成功の瞬間を見逃す博士の話 死んだ人が静かに眠る“棺桶” なのに 遊園地の乗り物のように楽しい イソップ物語「アリとキリギリス」のはず なのに 本当はキリギリスではなかった話 なのにミュージック 結婚式の入場曲でトランペット演奏 なのに ド下手!? |                     |
| 10 | 12月27日        | ヤーヌスな話 映画史に残る大ヒット映画を、当時最先端の大手ゲーム会社がゲーム化 なのに アメリカ史上最悪の残念なゲームになってしまった話 18歳以上ならだれでも参加できるチャリティーマラソン なのに 毎年負傷者が続出するマラソン みんなでわいわい楽しむ球技のはず なのに 相手をスタンガンで攻撃してしまう球技 堂々と戦う競技 なのに 最後はとんでもないことになってしまう格闘技 なのにミュージック かわいらしい犬が美声!?を披露 |                     |
| （2016年1月3日は『第14回 21世紀新人シナリオ大賞ドラマ「夏目家どろぼう綺談」 』のため休止）                                            |                 | |                     |
| 11 | 1月10日         | ヤーヌスな話 仏に仕える住職が読む本 なのに 見出しが気になりすぎる話 半裸で街中をうろつくおじさん なのに 全米が賞賛した話 テディベアブームを起こした大統領の心温まるエピソードのはず なのに 結末はショッキングだった話 | 1:30 - 2:00に放送。 |
| （1月17日は前日から当日にまたがって『サッカー リオ五輪アジア地区最終予選AFC U-23選手権「 日本× タイ」』中継による特別編成のため休止） |                 | |                     |
| 12 | 1月24日         | ヤーヌスな話 ピアニストが愛読する専門誌 なのに 曲以外の情報が多すぎる話 長嶋茂雄やイチロー級の天才と言われたバッター なのに あまり知られずに引退していった男の話 数々の実験をし、ノーベル賞なみの大発見をした大天才 なのに その研究結果をほとんど発表しなかった男の話 |                     |
| （1月31日は『サッカー リオ五輪アジア地区最終予選AFC U-23選手権 決勝「 日本× 韓国」』中継のため休止）                                  |                 | |                     |
| 13 | 2月7日          | ヤーヌスな話 偉大な漫画家・水木しげるSP 巨人のV9を阻止するために当時破格の金額で呼び寄せた期待の助っ人外国人 なのに 史上最悪の外国人選手と呼ばれた男の話 なのにミュージック フシギな絵描き歌 |                     |
| 14 | 2月14日         | ヤーヌスな話 お笑い芸人なのに…CIAの採用試験を受けた女の話 ヤーヌスな動物たちが大集合!! なのにミュージック つい笑ってしまう国歌斉唱での大失敗 |                     |
| 15 | 2月21日         | ヤーヌスな話 大学生がプライドをかけて戦う箱根駅伝なのに…かつては近道・替え玉なんでもあり!?だった話 コンビニのオーナーや店長が愛読する「月刊コンビニ」 中身は利益を上げる情報が盛りだくさんのはずなのに…人材に関する情報ばっかりな話 なのにミュージック 稲川淳二なのに○○ あの名曲を○○で演奏!? |                     |
| 16 | 2月28日         | ヤーヌスな話 その土地では当たり前!「○○なのに△△」なヤーヌスご当地グルメ 超セレブが集まる高級住宅街なのに…お隣さんが猟奇的すぎた話 なのにミュージック 16歳なのに声が渋すぎる少年が名曲を披露! |                     |
| 17 | 3月6日          | ヤーヌスな話 可愛い猫の写真集なのに…怖い。 飛行機の“機内安全ビデオ”なのに…攻めすぎている。 なのにミュージック 目立ちすぎるドラマー |                     |
| 18 | 3月13日         | ヤーヌスな話 徒競走の合図と言えば「位置について用意」なのに…昔は全く違った合図だった話 子供が遊ぶ楽しいぬり絵なのに…難易度が高すぎる話 大阪・通天閣のシンボル「ビリケン」なのに…実は外国生まれのキャラクターだった話 なのにミュージック あの名曲を○○で演奏!? |                     |
| 19 | 3月20日         | ヤーヌスな話 大人気漫画「タッチ」の作者あだち充の兄・勉は弟よりも先に漫画の才能を認められていた なのに…漫画家を辞め、弟のマネージャーになってしまった話 ヤーヌスな生き物 ハトなのに○○、カニなのに○○、ウサギなのに○○… 変わった生き物たちが大集合！ なのにミュージック あまりにも難しすぎるギター教則ビデオ |                     |
| 20 | 3月27日         | ヤーヌスな話 高校の授業で出された宿題なのに…壮大すぎて宿題が終わらずに卒業してしまった話 捕虜なのに…敵のアメリカ兵たちにリスペクトされた話 なのにミュージック かわいすぎる指揮者 外国人が歌った凄すぎる日本の有名曲 |                     |
| 21 | 4月3日          | ヤーヌスな話 どら焼きなのに○○!肉まんなのに○○!カレーなのに○○!など全国のヤーヌスなグルメ 季語を用いて、自然の情景や人々の心情を詠む俳句なのに…アウトローすぎる話 なのにミュージック あの名曲を○○で演奏! |                     |

## 放送局
| 放送対象地域 | 放送局                | 系列           | 放送日時                     | 放送開始日     | 備考      |
| ------------ | --------------------- | -------------- | ---------------------------- | -------------- | --------- |
| 関東広域圏   | テレビ朝日 (EX)       | テレビ朝日系列 | 日曜 1:15 - 1:45（土曜深夜） | 2015年10月18日 | 製作局    |
| 長野県       | 長野朝日放送 (abn)    | テレビ朝日系列 | 火曜 0:50 - 1:20（月曜深夜） | 2015年11月3日  | 16日遅れ  |
| 愛媛県       | 愛媛朝日テレビ (eat)  | テレビ朝日系列 | 土曜 1:50 - 2:20（金曜深夜） | 2015年10月31日 | 13日遅れ  |
| 山口県       | 山口朝日放送 (yab)    | テレビ朝日系列 | 月曜 1:10 - 1:40（日曜深夜） | 2015年11月2日  | 15日遅れ  |
| 鹿児島県     | 鹿児島放送 (kkb)      | テレビ朝日系列 | 月曜 1:45 - 2:15（日曜深夜） | 2015年11月2日  | 15日遅れ  |
| 福岡県       | 九州朝日放送 (kbc)    | テレビ朝日系列 | 土曜 2:26 - 2:56（金曜深夜） | 2016年1月16日  | 75日遅れ  |
| 静岡県       | 静岡朝日テレビ (satv) | テレビ朝日系列 | 月曜 0:58 - 1:28（日曜深夜） | 2016年4月4日   | 169日遅れ |

## スタッフ
- ナレーション：生野文治
- 企画：奥川晃弘
- 構成：都築浩、樋口卓治、デーブ八坂、堀江志津、小杉四駆郎
- TM：太田憲治
- TD：渡辺晃一
- カメラ：栗林克夫
- 音声：吉田有希
- VE：武田伸也
- 技術協力：辻明得（TSP）
- 美術：小山晃弘
- デザイン：山下高広
- 美術進行：奥田裕美（テレビ朝日クリエイト）
- 大道具：三宅紀之
- 装飾：宮本恵美子
- 照明：湯浅洋一
- CGデザイン：南治樹
- EED：川﨑剛史
- MA：大形省一（ビデオ・パック・ニッポン）
- 音響効果：矢部公英
- TK：船木玉緒
- 協力：東京オフラインセンター
- 編成：北村麻美、林智乃
- 宣伝：高橋夏子
- デスク：内藤恵子
- AD：藤原万穂、守澤はるか、布施宰、沼尻拓人
- AP：小川真紀
- 制作協力：田辺エージェンシー
- ディレクター：川跡友里、山本希江、松岡信行、岡村学、北島清次、足立原円香
- チーフディレクター：尾形正喜
- プロデューサー：山内智未、伊部千佳子
- ゼネラルプロデューサー：樋口圭介
- 制作著作：テレビ朝日